# Frankfurt (Main) Hauptbahnhof

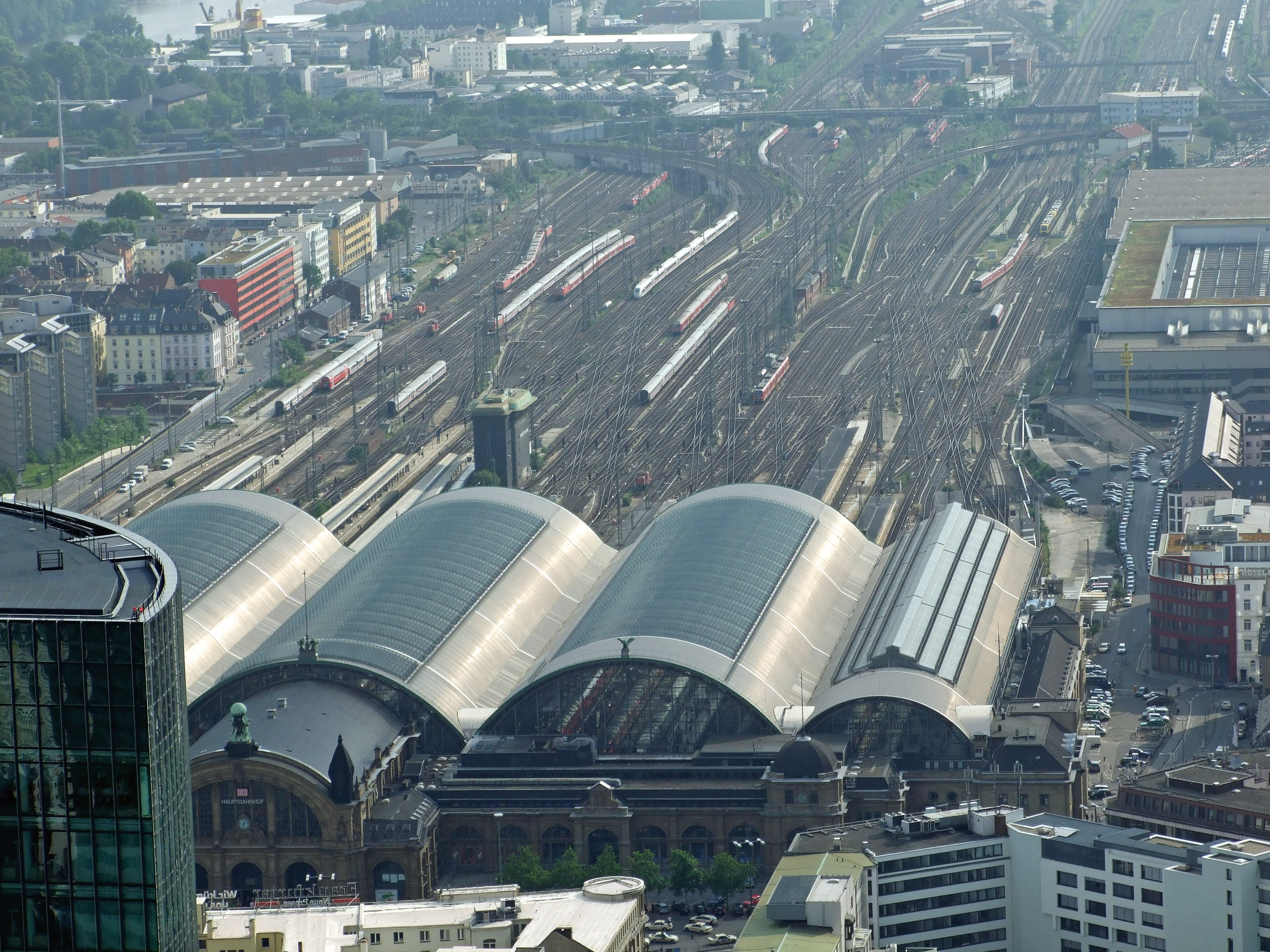
Vedere aeriană a gării feroviare centrale din Frankfurt am Main

Frankfurt (Main) Hauptbahnhof este cea mai mare gară din orașul Frankfurt pe Main din Germania. Frankfurt Hauptbahnhof este după traficul de pasageri a doua gară ca mărime din Germania, după cea din Hamburg. Cu un trafic de 130 milioane pasageri anual este una din cele mai frecventate gări europene.

## Legături deservite

### Internaționale
- ICE: Bruxelles - Köln Hbf - Frankfurt
- ICE : Amsterdam - Köln Hbf - Frankfurt
- ICE/TGV : Paris Est - Frankfurt
- ICE: Zürich/Berna - Basel - Frankfurt - Hamburg/Berlin
- ICE: Viena Hbf - Frankfurt
- TGV: Marsilia - Lyon - Frankfurt
- ECE: Milano Centrale - Monza - Lugano - Lucerna - Basel - Mannheim - Frankfurt

### Regionale
Frankfurt Hbf este un important nod de circulație multimodal, care oferă legături între trenurile InterCityExpress, TGV, trenuri regionale, trenuri S-Bahn, metrou și autobuz.
Zilnic pleacă din această gară aproximativ 650 de trenuri regionale.